# Rosso Canosa
Il Rosso Canosa è un vino DOC la cui produzione è consentita nella provincia di Barletta-Andria-Trani e Foggia.

## Caratteristiche organolettiche
- colore: rosso rubino, più o meno intenso, tendente ad assumere riflessi arancioni con l'invecchiamento.
- odore: vinoso, alcolico, gradevole, con profumo caratteristico.
- sapore: asciutto, sapido di buon corpo, giustamente tannico con retrogusto amarognolo gradevole.

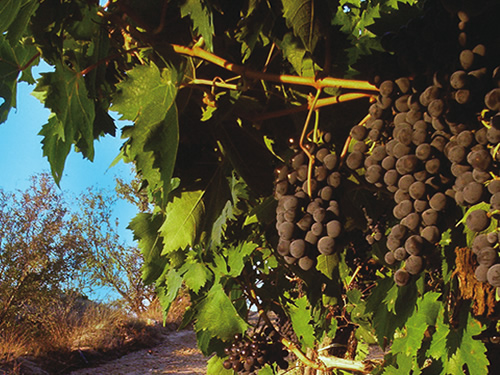
Vigneti nei pressi di Canosa di Puglia

## Storia
Il Rosso Canosa Doc viene prodotto nel territorio amministrativo del comune di Canosa di Puglia. Tuttavia, tenuto conto delle situazioni tradizionali, è consentito che le operazioni di vinificazione siano effettuate nell'intero territorio dei comuni limitrofi di Barletta, Andria, Minervino Murge, Cerignola e Orta Nova . È stata riconosciuta la provenienza di origine controllata nel 1979.
Dal 2001 il Consorzio per la tutela del vino doc Rosso Canosa svolge ufficialmente le funzioni di tutela, valorizzazione e cura generale della denominazione di origine del vino Rosso Canosa.

## Abbinamenti consigliati
Il Rosso Canosa Doc si associa a preparazioni abbastanza strutturate, arrosti con sughi saporiti, selvaggina da pelo, piatti al ragù di carne e carni suine, carni rosse e formaggi pecorini stagionati. Va servito a una temperatura di 16-18 °C in calici per vini rossi di corpo entro tre-cinque anni dalla vendemmia.

## Produzione
Provincia, stagione, volume in ettolitri
- Bari  (1990/91)  461,5
- Bari  (1991/92)  378,0
- Bari  (1992/93)  628,0
- Bari  (1993/94)  191,0